# Marshall Lytle
Marshall Lytle (1. září 1933 – 25. května 2013) byl americký kontrabasista. Začínal jako kytarista, ale když nastoupil do skupiny Billa Haleyho nazvané The Saddlemen, začal hrát na kontrabas. Později hrál i v další Haleyově skupině The Comets. Ještě v padesátých letech však ze skupiny odešel. V roce 1987 byla skupina, již po Haleyově smrti, obnovena a koncertovala až do roku 2009. V roce 2012 byl uveden jako člen skupiny Comets do Rock and Roll Hall of Fame. Zemřel na rakovinu plic ve věku devětasedmdesáti let.